# Атанас Джананов
Атанас Джананов е централна фигура в културизма в България в периода от 60-те до 90-те години на 20-ти век.

## Биография
Роден е на 31 декември 1940 г. Джананов е радиоинженер по професия. Работи като преподавател в катедра „Радиотехника“ във ВМЕИ „В. И. Ленин" в София, кандидат на техническите науки.
Републикански шампион е по културизъм за 1966 и 1982 г. и вицешампион за 1983 г. Бил е председател на Комисията по културизъм при Българската федерация по вдигане на тежести, създадена през 1982 г. Създава Българската федерация по културизъм, както и първата частна фитнес зала в България.
Джананов е автор на книгите „Културизъм за младежи“ (1975) и „Културизъм за всички“ (1989). Живее в САЩ през последните си 3 десетилетия.
Атанас Джананов умира след дълго боледуване на 79 години в болница „Св. Джоузеф“ в Лос Анджелис на 1 май 2020 г.